# ممکن خاص (فلسفه)

Contingent

ممکن خاص (به انگلیسی: Contingent) اصطلاح ممکن خاص حد وسط میان ضروری و ممتنع است.
ممکن خاص، چیزی است که بتوان وجود و عدم آن را تصور کرد. می‌گویند فلان چیز ممکن است، یعنی ممتنع نیست.
سخنوری (Rhetoric)، علم بلاغت است، و مقصود از آن، فقط تعلیم سخن رسا نیست، بلکه مقصود، ارائه افکار به روش قانع کننده است.
از نظر ارسطو، دلیل بر دو قسم است: اول دلایل غیر فنی از قبیل شهادت‌ها. دوم دلایل فنی مانند براهین و روش‌های ترغیب و برانگیختن عواطف.